# ベンゼンスルホン酸
ベンゼンスルホン酸（ベンゼンスルホンさん、benzenesulfonic acid）は、ベンゼンの水素が1個スルホ基(-SO3H) に置き換わった構造 (C6H5SO3H)を持つ、有機スルホン酸の一種である。ベシル酸と別称される。水に可溶な強酸である。

## 合成
ベンゼンを発煙硫酸、あるいは濃硫酸でスルホン化して合成する。

## 反応
温水溶液中、ベンゼンスルホン酸を水酸化ナトリウムで中和し、その後冷却すると、プロトンがナトリウムイオンに置き換わったベンゼンスルホン酸ナトリウムの結晶が析出する。
このナトリウム塩、あるいはベンゼンスルホン酸を直接アルカリ融解すると、芳香族求核置換反応が起こる結果、ナトリウムフェノキシドが得られる。これを酸で中和するとフェノールとなる。
ほか、ベンゼンスルホン酸に五酸化二リンを作用させればベンゼンスルホン酸無水物 (C6H5SO2OSO2C6H5)が、ナトリウム塩に五塩化リンを作用させれば塩化ベンゼンスルホニル (C6H5SO2Cl) が、それぞれ得られる。

## 用途
試薬のほか、医薬品を塩（ベシル酸塩）にする原料として用いられる。
ベンゼンスルホン酸は、p-トルエンスルホン酸と同様、酸触媒として用いることが可能ではあるが、若干高価であることと、有機溶媒への溶解性に劣ることから、p-トルエンスルホン酸ほどは用いられない。